# Waterhouseia cyclops
Waterhouseia cyclops är en tvåvingeart som beskrevs av Malloch 1936. Waterhouseia cyclops ingår i släktet Waterhouseia och familjen myllflugor. Inga underarter finns listade i Catalogue of Life.